# Děti Země
Děti Země (Children of the Earth) je v Česku působící ekologický spolek soustřeďující se na ochranu životního prostředí, který vznikl v září 1989. V roce 2021 měl spolek 13 členů.

## Historie

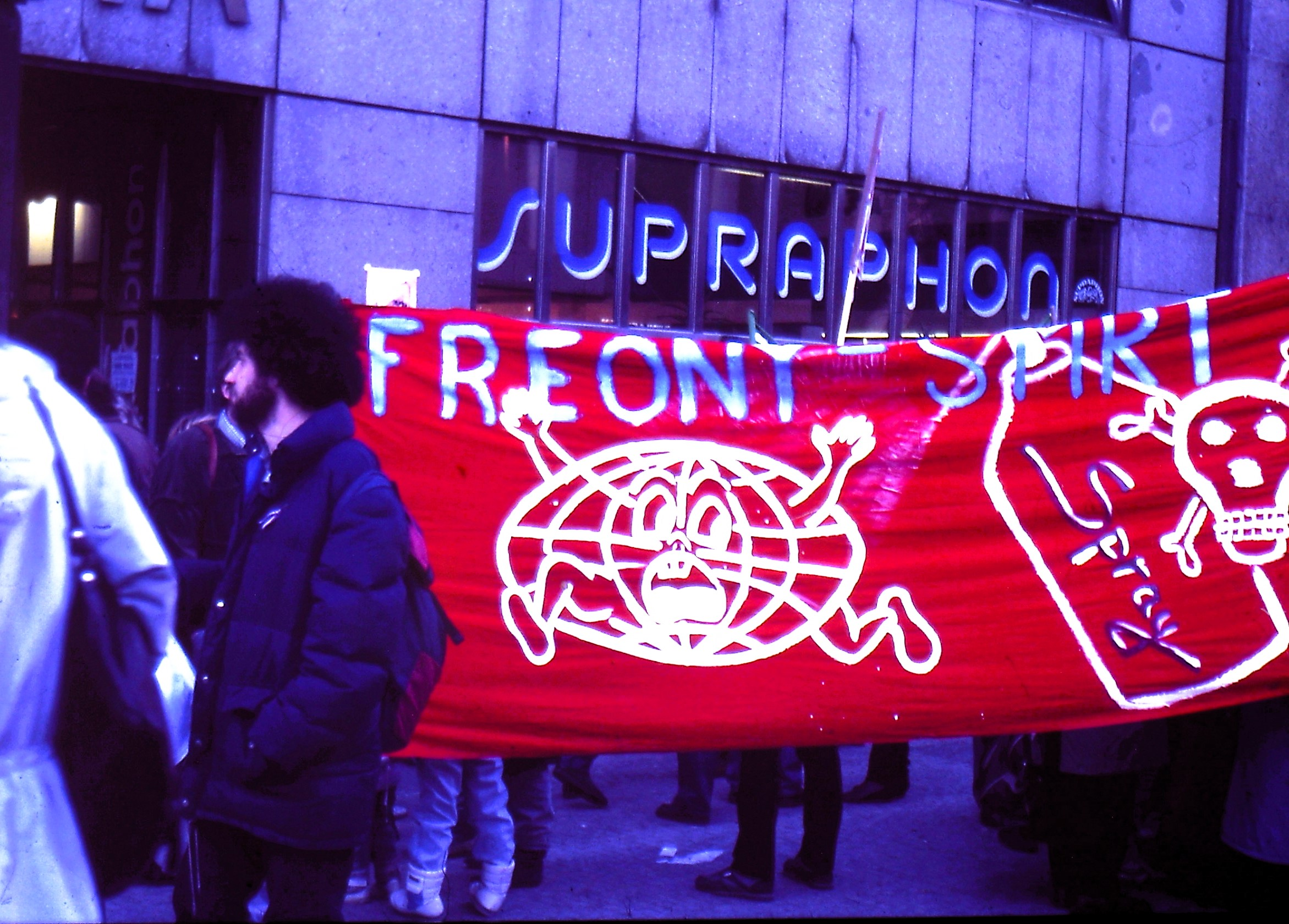
První veřejná akce Dětí Země - happening upozorňující na problém freonů (5. března 1990)

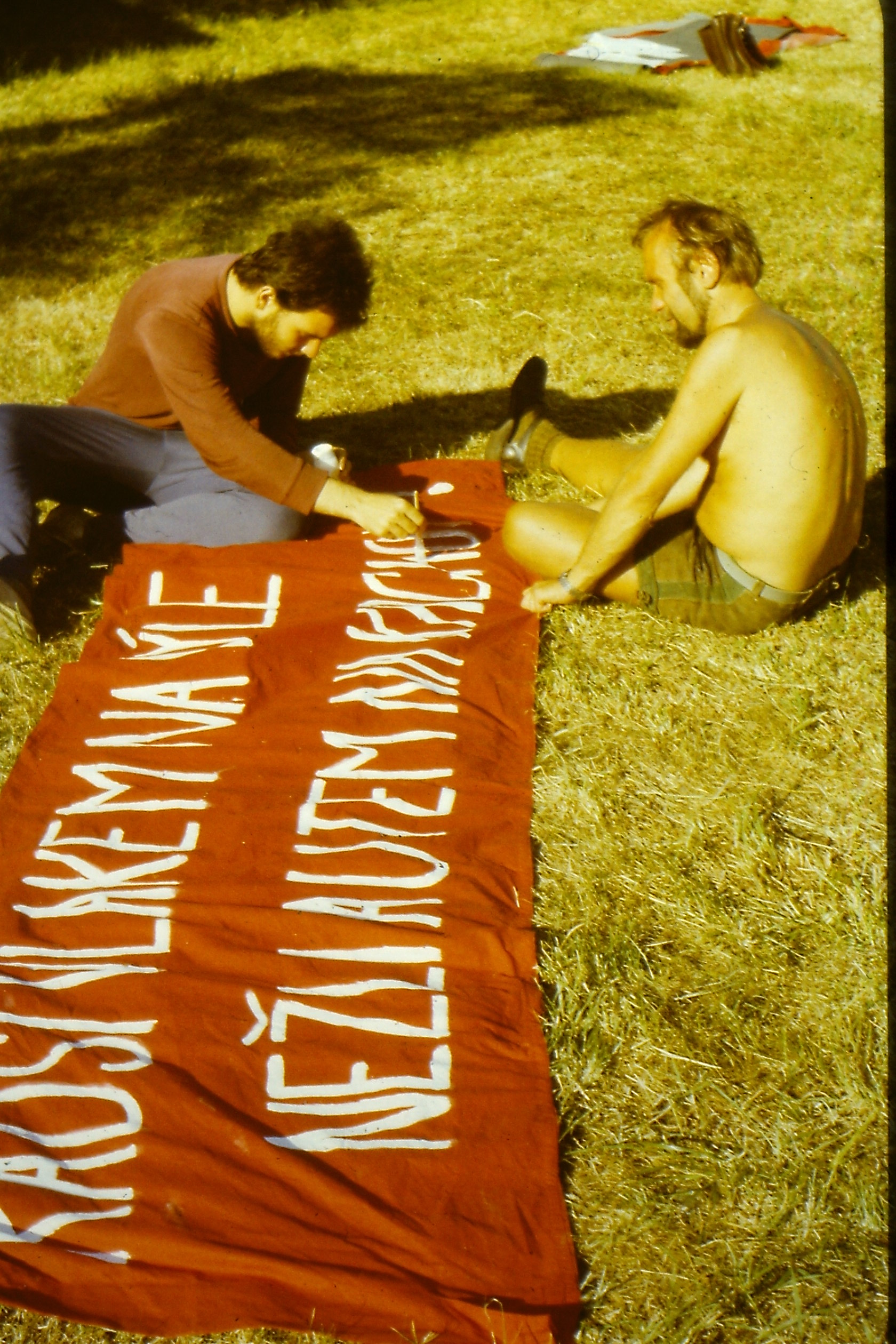
Děti Země připravují v dubnu 1991 transparent na protestní akci proti zdražování veřejné dopravy.

Děti Země za svůj vznik považují setkání asi 60 lidí z celé ČSR dne 28. září 1989 v Kulturním středisku Delta v Praze 6. Při další schůzce 27. října 1989 byl tento záměr potvrzen, takže následně došlo k transformaci tehdejší pražské 75. ZO ČSOP „Bořena“ v novou ekologickou organizaci Děti Země, do níž se ihned přihlásilo kolem 60 lidí. Veřejnost se poprvé o existenci Dětí Země dověděla již v sobotu 18. listopadu 1989 z deníku Svobodné slovo.
Hlavními zakládajícími osobnostmi byli do září 1990 zejména členové Prozatímní rady Dětí Země Jindřich Petrlík z Prahy (předseda Dětí Země v letech 1993 až 2001), Jiří Macas z Bíliny a Ivo Šilhavý (pozdější první ředitel Greenpeace v ČR) z Prahy a dále Tomáš Fajkus z Prahy a Miroslav Patrik z Brna (předseda Dětí Země v letech 1990 až 1993 a 2004 až dosud (2009)). Oficiální registrace občanského sdružení Děti Země byla na Ministerstvu vnitra ČR provedena 9. dubna 1990.
Činnost Dětí Země se nejprve soustředila do těchto kampaní: záchrana ozonové vrstvy, doprava, znečištění ovzduší, problematické stavební projekty a přírodovědný výzkum radovesického údolí. V letech 1990 až 1991 vydávají občasník COE-bulletin, od ledna 1993 pravidelně pro své členy měsíčník Akce Dětí Země a v letech 1992 až 2000 dvouměsíčník Alternativa (časopis pro ekologii a jiné cesty). Dosud vydaly několik brožur a knih a řadu monotematických publikací k různým kampaním.
V říjnu 1991 se na schůzce v Děčině staly Děti Země organizací s působností v celém Československu, rozrostly se o pobočku ve Zvolenu vedenou Tomášem Kolenkou a Matějem Kováčem.

Článek Děti Země federální v časopise Nika z roku 1991

Od roku 1992 pořádají Děti Země anketu o čin nejvíce poškozující životní prostředí Ropák roku a od roku 1995 anketu o nejhloupější výrok Zelená perla.

## Současný stav
Děti Země působí prostřednictvím poboček zaměřených místně a klubů zaměřených tematicky (např. Klub ochrany dravců a sov, klub Za záchranu Polabí apod.). Jejich činnost, kterou představují desítky kampaní a projektů, je soustředěna do tří velkých programů: Doprava, Příroda a Věc veřejná.
Část vedení Dětí Země po rozsáhlé diskusi a výsledku hlasování o budoucí struktuře spolku, které se uskutečnilo na Radě v Plzni 29. září 2001 odchází a zakládá novou ekologickou organizaci pod názvem Arnika. Následně pak dochází k nutné změně členství ve vrcholných orgánech spolku, k přesunu Komunikačního centra z Prahy do Plzně a k dalším vnitřním změnám. Deklarovaným cílem je další naplňování poslání Dětí Země, tj. zejména ochrana přírody a životního prostředí, nutných opatření k jejich zlepšování, podpora veřejnosti. Nicméně částí obyvatel je spolek vnímán jako „ekoteroristická“ organizace, zejména za jeho postoj ke stavbě dálnic.
Výkonným orgánem je Rada Dětí Země, která je složena ze zástupců poboček a klubů a schází se nejméně čtyřikrát do roka. Nejvyšším orgánem je Výroční shromáždění členů, které je Radou svoláváno každý rok na podzim. Od roku 1990 se zde minimálně každé tři roky volí členové Rady, včetně Užšího kolegia (tj. předsedy a místopředsedů).
Lidé, kteří mají důvěru členů Dětí Země a kteří podporují jejich činnost, jsou voleni do Čestné rady. Členy Čestné rady jsou Jiří Dědeček, Vladimír Merta, Zdeněk Thoma, Jaroslav Pavlíček a Jan Vodňanský. Dlouholetým členem Čestné rady Dětí Země byl i bývalý disident a ministr životního prostředí Ivan Dejmal.

## Dosavadní předsedové Dětí Země
- 1990–1993 Miroslav Patrik
- 1993–2001 Jindřich Petrlík
- 2001–2003 Simona Jašová
- 2003–2004 Vít Roušal
- Od roku 2004 Miroslav Patrik

## Zaměření
- ochrana přírody a životního prostředí
- podpora veřejnosti
- ochrana ozónové vrstvy – zejména v minulosti [8]
- doprava, např. dálnice D8, dálnice D5, podpora železniční dopravy[9]
- znečištění ovzduší [10]
- problematické stavební projekty (cementárna v Českém krasu)[11]
- přírodovědný výzkum Radovesického údolí [12][13]
- podmínky chovu hospodářských zvířat [14]

## Činnost
Dlouhodobě se organizace věnuje problematice dopravy. Například systematicky připomínkuje klíčové dokumenty dopravní politiky státu a vyjadřuje se i k plánům významných dopravních staveb, zejména v železniční, silniční a dopravě.
V říjnu 2003 spolek Děti Země sehrál klíčovou roli v kauze likvidace dřevin u prodejen Lidl. 17. října vyhlásilo bojkot prodejen Lidl, který podpořila řada dalších občanských iniciativ, a následně po týdnu bojkot ukončilo na základě smlouvy s firmou Lidl ČR, v níž tato firma přiznává morální odpovědnost a zavazuje se ke kompenzační výsadbě a spolupráci na ochraně dřevin v okolí prodejen. V roce 2006 byla smlouva doplněna o dodatek.
Několik let se Děti Země věnují problematice velkokapacitních chovů hospodářských zvířat.
V roce 2009 v rámci projektu týkajícího se nebezpečných chemických látek provedli testovaní výrobků z PVC a polystyrenu na obsah nebezpečných chemických látek jako jsou ftaláty nebo bromované zpomalovače hoření. Ze 13 testovaných výrobků jich 8 obsahovalo prioritní nebezpečné chemické látky vzbuzující mimořádné obavy zařazené podle evropské směrnice REACH.

### Publikační činnost
Děti Země vydávají řadu publikací, které se týkají předmětu jejich činnosti. například: 
- Č. Jech: V zájmu života ochraňujme ozónovou vrstvu, Praha 1992 (ISBN 80-901355-4-4)
- M. Patrik (editor): Dopravní politika v Evropě z pohledu nevládních organizací (sborník), Praha 1992 (ISBN 80-901355-0-1)
- J. Růžička:Cesty k udržitelné dopravě ve městech, Brno 1993 (ISBN 80-901339-1-6)
- M. Patrik (editor): Doprava, životní prostředí a politika (sborník), 	Brno 1993 (ISBN 80-901339-2-4)
- R. Jungk: Atomový stát. Od pokroku k nelidskosti, Praha 1994 (ISBN 80-901355-5-2)
- M. Robeš: Město, prostor, doprava, Český a Slovenský dopravní klub, 2002 (ISBN 80-901339-8-3)
- M. Šuta: Účinky výfukových plynů z automobilů na lidské zdraví, 2008 (ISBN 80-86678-10-5)[10]

## Kontroverze
Děti Země oddalují některé dopravní stavby, jako například:
- stavbu dálnice D11[24][25]
- stavbu dálnice D8[26]
- stavbu dálnice D1[27]
- stavbu dálnice D48[28]
- stavbu dálnice D49

V rozsudku ohledně posledního nedostavěného úseku dálnice D1 kolem Přerova označil v roce 2021 Krajský soud v Ostravě námitky, které podaly spolky Děti Země, Voda z Tetčic a Krajina Dluhonice v souvislosti s tímto úsekem, za „ryze účelové, vedené až úpornou snahou o zrušení napadeného rozhodnutí prostřednictvím námitek, jež žalobcům nepřísluší“.
Z dalších napadených projektů lze zmínit:
- stavbu přístaviště na řece Moravě[30]
- zkapacitnění nádrže Nové Mlýny,[31] které by mělo za následek zaplavení dříve vybudovaných umělých ostrovů a zničení pobřežních mokřadů[32]
- splavnění Bělovského jezu[33]
- stavbu přehrady Nové Heřminovy s tím, že účinnější by byl suchý poldr[34][35]